# Denis Villeneuve
Denis Villeneuve OC • CQ (Bécancour, 3 de outubro de 1967) é um cineasta canadense, graduado em Cinema pela Universidade do Quebec em Montreal.
Villeneuve recebeu quatro vezes o Canadian Screen Award (anteriormente Genie Award) de Melhor Direção, vencendo por Maelström em 2001, Polytechnique em 2009, Incendies em 2010 e Enemy em 2013. Os três primeiros desses filmes também ganharam o Canadian Screen Award de Melhor Filme, enquanto o último recebeu o prêmio de melhor filme canadense do ano pela Toronto Film Critics Association.
Internacionalmente, Villeneuve é conhecido por dirigir vários filmes aclamados pela crítica, incluindo os thrillers Prisoners (2013) e Sicario (2015), bem como os filmes de ficção científica Arrival (2016) e Blade Runner 2049 (2017). Por seu trabalho em A Chegada, ele recebeu uma indicação ao Oscar de Melhor Diretor. Ele recebeu o prêmio de Diretor da Década pela Hollywood Critics Association em dezembro de 2019.
Seu último filme, Duna (2021), baseado no romance de homónimo de Frank Herbert, estreou no 78º Festival Internacional de Cinema de Veneza; o filme foi aclamado pela crítica, foi um sucesso comercial nas bilheterias internacionais, é atualmente seu filme de maior bilheteria até o momento, e lhe rendeu indicações ao Oscar de Melhor Roteiro Adaptado e Melhor Filme, com o próprio filme vencendo seis principais. Oscar na 94ª edição do Oscar.

## Biografia
Villeneuve nasceu em 3 de outubro de 1967 em Bécancour, localidade do Quebec, leste do Canadá. Ele é o filho mais velho de Nicole Demers e Jean Villeneuve, e irmão do também cineasta Martin Villeneuve. Denis se formou em Cinema na Universidade do Quebec em Montreal. Ele é casado com a repórter cultural Tanya Lapointe e tem três filhos de um relacionamento anterior.

## Carreira
Considera-se que a carreira de Villeneuve começou em 2001 com Maelström, exibido em festivais em todo o mundo. Por ele, Villeneuve venceu oito Jutra Awards e Melhor Filme Canadense do Festival Internacional de Cinema de Toronto. Ele continuou a chamar atenção com o controverso, mas aclamado pela crítica, Polytechnique (2009), sobre o Massacre da Escola Politécnica de Montreal.
Seu próximo filme, Incendies, recebeu aclamação da crítica após sua estreia nos Festivais Internacionais de Cinema de Veneza e Toronto em 2010. Incendies foi posteriormente escolhido para representar o Canadá na 83ª edição do Óscar na categoria de Melhor Filme Estrangeiro e foi eventualmente indicado ao prêmio.
O filme venceu oito prêmios na 31ª edição do Genie Awards, incluindo Melhor Filme, Melhor Direção, Melhor Atriz (Lubna Azabal), Melhor Roteiro Adaptado, Cinematografia, Edição, Som Geral, e Edição de Som. Incendies foi nomeado pelo New York Times como um dos 10 Melhores Filmes de 2011.
Em janeiro de 2011, Villeneuve foi selecionado pela Variety como um dos dez melhores cineastas para observar. Também em 2011, o trabalho de Villeneuve foi reconhecido no Governor General's Performing Arts Awards, a maior honra do Canadá nas artes cênicas, com a concessão do National Arts Centre Award.

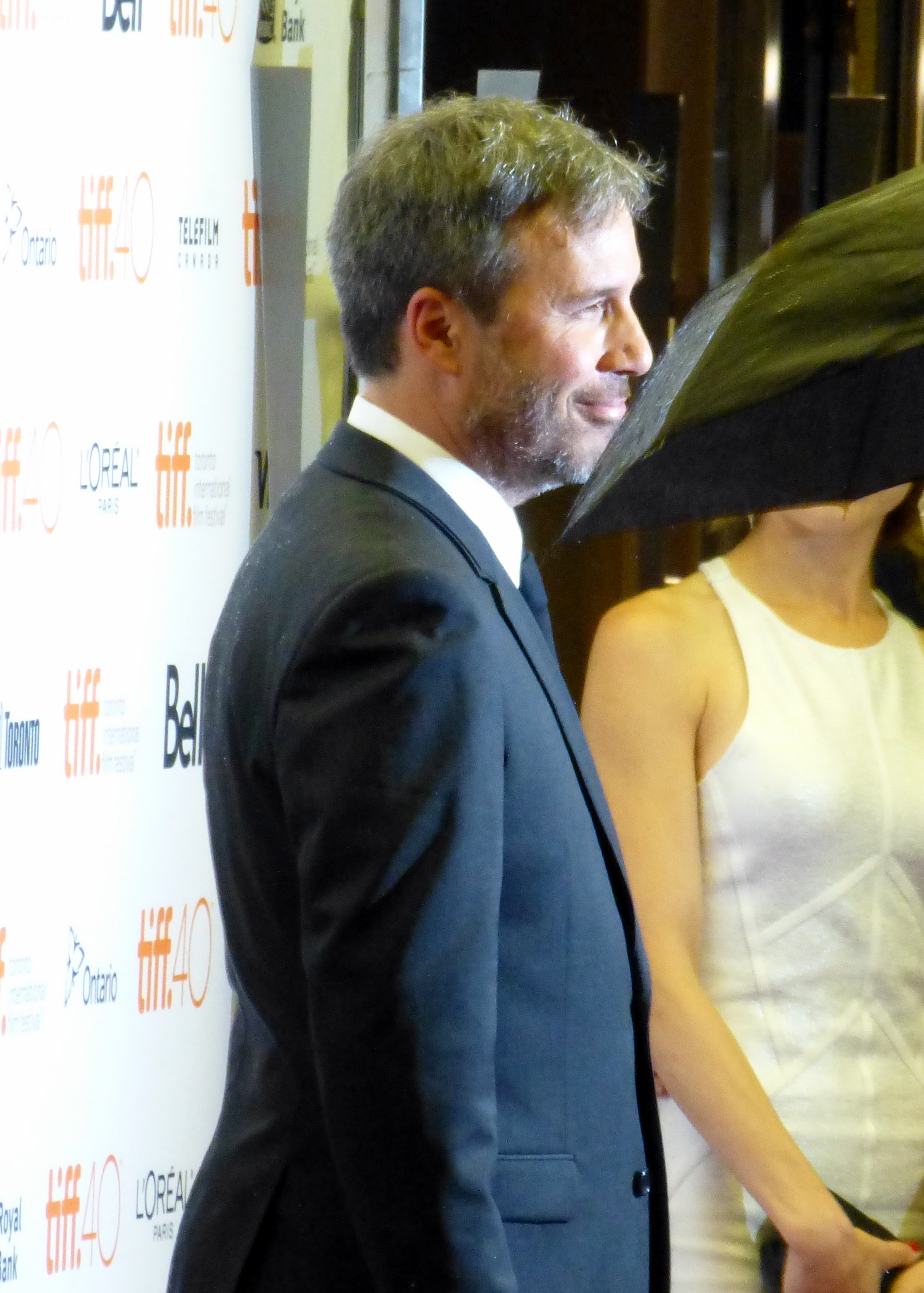
Villeneuve no Festival de Cinema de Toronto 2015

Seu próximo filme foi Prisoners (2013), estrelado por Hugh Jackman e Jake Gyllenhaal. Exibido em festivais em todo o mundo, o filme venceu vários prêmios e foi indicado ao Óscar de Melhor Cinematografia em 2014. Na lista dos 250 Melhores Filmes do IMDb, Prisoners atualmente ocupa a 221ª posição.
Seguindo o sucesso de Incendies e Prisoners, Villeneuve venceu Melhor Diretor por Enemy (2013) no 2º Canadian Screen Awards. O filme também ganhou o prêmio de US$ 100,000 da Associação de Críticos de Cinema de Toronto por Melhor Filme Canadense do Ano em 2015.
Villeneuve dirigiu Sicario (2015), escrito por Taylor Sheridan, e estrelado por Emily Blunt, Benicio del Toro, e Josh Brolin. O filme competiu pelo Palma de Ouro no Festival de Cinema de Cannes 2015. Ele recebeu críticas positivas após sua exibição no Festival Internacional de Cinema de Toronto 2015 e passou a se tornar um sucesso comercial, arrecadando quase US$ 80 milhões em todo o mundo.
Villeneuve, em seguida, dirigiu o filme Arrival, baseado no conto Story of Your Life do autor Ted Chiang, de um roteiro adaptado de Eric Heisserer, com Amy Adams e Jeremy Renner nos papéis principais. O filme foi exibido no Festival de Cinema de Veneza em 2016, recebendo aclamação da crítica e teve oito indicações para a 89ª edição do Óscar, incluindo Melhor Diretor para Villeneuve.
O filme seguinte de Villeneuve foi Blade Runner 2049, uma sequência do clássico Blade Runner (1982), estrelado por Ryan Gosling e Harrison Ford, além de contar com Ridley Scott na produção executiva. Foi lançado nos Estados Unidos em 6 de outubro de 2017. Aclamado pela crítica especializada, Blade Runner 2049 recebeu cinco indicações ao Oscar, das quais venceu duas (Melhor Fotografia e Melhores Efeitos Visuais), sendo também eleito pela revista Empire como o segundo melhor filme de 2017.
Villeneuve dirigiu uma adaptação do romance The Son, de Jo Nesbø. Jake Gyllenhaal também esteve envolvido, o que faz de The Son a terceira colaboração de Villeneuve e Gyllenhaal, após Prisoners (2013) e Enemy (2013).
Também dirigiubuma nova adaptação cinematográfica de Duna para a Legendary Pictures.

### Projetos futuros
Em junho de 2025 foi anunciado como o realizador do proximo James Bond.

## Filmografia

### Filmes
| Data | Filme                | Diretor | Roteirista | Produtor |
| ---- | -------------------- | ------- | ---------- | -------- |
| 1998 | August 32nd on Earth | Sim     | Sim        | Não      |
| 2000 | Maelström            | Sim     | Sim        | Não      |
| 2009 | Polytechnique        | Sim     | Sim        | Não      |
| 2010 | Incendies            | Sim     | Sim        | Não      |
| 2013 | Prisoners            | Sim     | Não        | Não      |
| 2013 | Enemy                | Sim     | Não        | Não      |
| 2015 | Sicario              | Sim     | Não        | Não      |
| 2016 | Arrival              | Sim     | Não        | Não      |
| 2017 | Blade Runner 2049    | Sim     | Não        | Não      |
| 2021 | Dune                 | Sim     | Sim        | Sim      |
| 2023 | Dune: Part Two       | Sim     | Sim        | Sim      |

### Curtas
| Data | Filme                                                                | Diretor | Roteirista |
| ---- | -------------------------------------------------------------------- | ------- | ---------- |
| 1990 | La Course Destination Monde                                          | Sim     | Não        |
| 1994 | REW FFWD                                                             | Sim     | Sim        |
| 1996 | Cosmos ("Le Technétium" segment)                                     | Sim     | Sim        |
| 2006 | 120 Seconds to Get Elected                                           | Sim     | Sim        |
| 2008 | Next Floor                                                           | Sim     | Não        |
| 2011 | Rated R for Nudity                                                   | Sim     | Sim        |
| 2011 | Étude empirique sur l'influence du son sur la persistance rétinienne | Sim     | Sim        |

### Televisão
| Data | Série                | Diretor | Produtor Executivo | Notas      |
| ---- | -------------------- | ------- | ------------------ | ---------- |
| TBA  | Dune: The Sisterhood | Não     | Sim                | [ 26 ]     |
| TBA  | The Son              | Sim     | Sim                | Minissérie |

## Recepção da crítica
| Filme             | Rotten Tomatoes | Metacritic | BFCA   | CinemaScore | Orçamento    | Bilheteria     |
| ----------------- | --------------- | ---------- | ------ | ----------- | ------------ | -------------- |
| Maelström         | 81%             | 66         | 71/100 | —           | $3.4 Milhões | $0.3 Milhões   |
| Polytechnique     | 87%             | 63         | —      | —           | $6 Milhões   | $1.6 Milhões   |
| Incendies         | 92%             | 80         | 87/100 | —           | $6.8 Milhões | $16.1 Milhões  |
| Prisoners         | 81%             | 70         | 85/100 | B+          | $46 Milhões  | $122.2 Milhões |
| Enemy             | 71%             | 61         | 74/100 | —           | —            | $4.6 Milhões   |
| Sicario           | 92%             | 82         | 89/100 | A−          | $30 Milhões  | $84.9 Milhões  |
| Arrival           | 94%             | 81         | 88/100 | B           | $47 Milhões  | $203.4 Milhões |
| Blade Runner 2049 | 88%             | 81         | 87/100 | A−          | $185 Milhões | $259.2 Milhões |
| Dune              | 83%             | 74         | 86/100 | A−          | $165 Milhões | $400.1 Milhões |

## Prêmios e indicações
| Ano  | Prêmio                                        | Categoria                          | Trabalho indicado | Resultado    |
| ---- | --------------------------------------------- | ---------------------------------- | ----------------- | ------------ |
| 2011 | Academy Awards                                | Melhor Filme Estrangeiro           | Incendies         | Indicado     |
| 2011 | Atlantic Film Festival                        | Melhor Filme Canadense             | Incendies         | Venceu       |
| 2011 | Genie Awards                                  | Melhor Direção                     | Incendies         | Venceu       |
| 2011 | Genie Awards                                  | Melhor Roteiro Adaptado            | Incendies         | Venceu       |
| 2011 | Jutra Awards                                  | Melhor Direção                     | Incendies         | Venceu       |
| 2011 | Jutra Awards                                  | Melhor Roteiro                     | Incendies         | Venceu       |
| 2011 | Toronto International Film Festival           | Melhor Filme Canadense             | Incendies         | Venceu       |
| 2011 | Vancouver Film Critics Circle                 | Melhor Diretor de Filme Canadense  | Incendies         | Venceu       |
| 2011 | Vancouver International Film Festival         | Melhor Filme Canadense             | Incendies         | Venceu       |
| 2012 | British Academy Film Awards                   | Melhor Filme em Língua Não Inglesa | Incendies         | Indicado     |
| 2013 | National Board of Review                      | 10 Melhores Filmes                 | Prisoners         | Venceu       |
| 2013 | Toronto International Film Festival           | Prêmio de Escolha Popular          | Prisoners         | 3º Lugar     |
| 2014 | People's Choice Awards                        | Filme Dramático Favorito           | Prisoners         | Indicado     |
| 2014 | Empire Awards                                 | Melhor Suspense                    | Prisoners         | Indicado     |
| 2014 | Abu Dhabi Film Festival                       | Melhor Narrativa em Filme          | Enemy             | Indicado     |
| 2014 | Canadian Screen Awards                        | Melhor Diretor                     | Enemy             | Venceu       |
| 2014 | Directors Guild of Canada                     | Melhor Filme                       | Enemy             | Venceu       |
| 2015 | Jutra Awards                                  | Melhor Diretor                     | Enemy             | Indicado     |
| 2015 | Vancouver Film Critics Circle                 | Melhor Diretor de Filme Canadense  | Enemy             | Venceu       |
| 2015 | National Board of Review                      | 10 Melhores Filmes                 | Sicario           | Venceu       |
| 2015 | Cannes Film Festival                          | Palma de Ouro                      | Sicario           | Indicado     |
| 2015 | Dallas–Fort Worth Film Critics Association    | Melhor Diretor                     | Sicario           | 5º Lugar     |
| 2015 | Online Film Critics Society                   | Melhor Diretor                     | Sicario           | Indicado     |
| 2016 | Satellite Awards                              | Melhor Filme                       | Sicario           | Indicado     |
| 2016 | Alliance of Women Film Journalists            | Melhor Diretor                     | Arrival           | Indicado     |
| 2016 | Austin Film Critics Association               | Melhor Diretor                     | Arrival           | Indicado     |
| 2016 | Critics' Choice Awards                        | Melhor Diretor                     | Arrival           | Indicado     |
| 2016 | Dallas–Fort Worth Film Critics Association    | Melhor Diretor                     | Arrival           | 5º Lugar     |
| 2016 | IndieWire Critics Poll                        | Melhor Diretor                     | Arrival           | 7º Lugar     |
| 2016 | San Francisco Film Critics Circle             | Melhor Diretor                     | Arrival           | Indicado     |
| 2016 | St. Louis Gateway Film Critics Association    | Melhor Diretor                     | Arrival           | Vice-campeão |
| 2016 | Vancouver Film Critics Circle                 | Melhor Diretor                     | Arrival           | Indicado     |
| 2016 | Venice Film Festival                          | Future Film Festival Digital Award | Arrival           | Venceu       |
| 2016 | Venice Film Festival                          | Golden Lion                        | Arrival           | Indicado     |
| 2016 | Washington D.C. Area Film Critics Association | Melhor Diretor                     | Arrival           | Indicado     |
| 2017 | AACTA International Awards                    | Melhor Direção                     | Arrival           | Indicado     |
| 2017 | Academy Awards                                | Melhor Diretor                     | Arrival           | Indicado     |
| 2017 | British Academy Film Awards                   | Melhor Direção                     | Arrival           | Indicado     |
| 2017 | Denver Film Critics Society                   | Melhor Diretor                     | Arrival           | Indicado     |
| 2017 | Directors Guild of America Awards             | Direção Excepcional – Filme        | Arrival           | Indicado     |
| 2017 | Houston Film Critics Society                  | Melhor Diretor                     | Arrival           | Indicado     |
| 2017 | Online Film Critics Society                   | Melhor Diretor                     | Arrival           | Indicado     |